# Orgel der Alten Kirche (Pellworm)

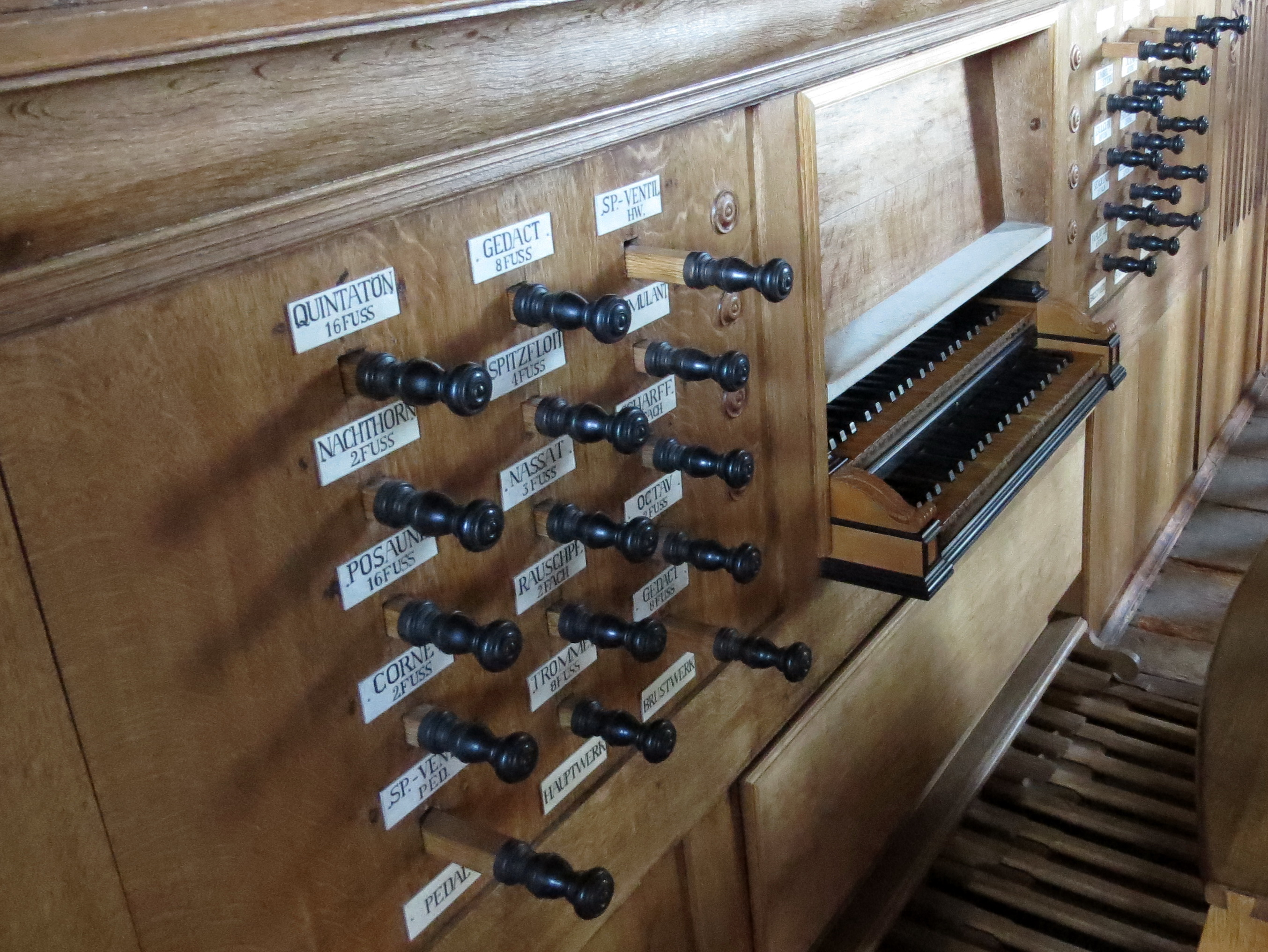
Spieltisch

Die Orgel der Alten Kirche auf der Nordseeinsel Pellworm in Schleswig-Holstein ist ein Spätwerk von Arp Schnitger. Sie entstand 1711 und verfügt über 24 Register auf zwei Manualen und Pedal, von denen noch knapp die Hälfte original erhalten sind. Das Instrument befindet sich in der Alten Kirche und wird für Gottesdienste und Orgelkonzerte genutzt.

## Baugeschichte

### Vorgängerorgeln
Ein Orgelneubau ist für das Jahr 1525 bezeugt. Sollte sie an der Westseite gestanden haben, wurde sie 1611 beim Einsturz des Turmes zerstört. Wahrscheinlicher Standort war jedoch die Nordwestecke des Kirchenschiffs.
Ab 1593 ist die Tätigkeit von Organisten nachgewiesen, seit Ende des 17. Jahrhunderts lückenlos. Die Organisten verrichteten seit 1789 auch den Küsterdienst.
Ein im Jahr 1619 belegtes Positiv wurde 1710 nach Ostenfeld bei Husum verkauft und dort 1776 durch einen Neubau von Boye Lorentzen ersetzt.

### Neubau durch Schnitger 1711

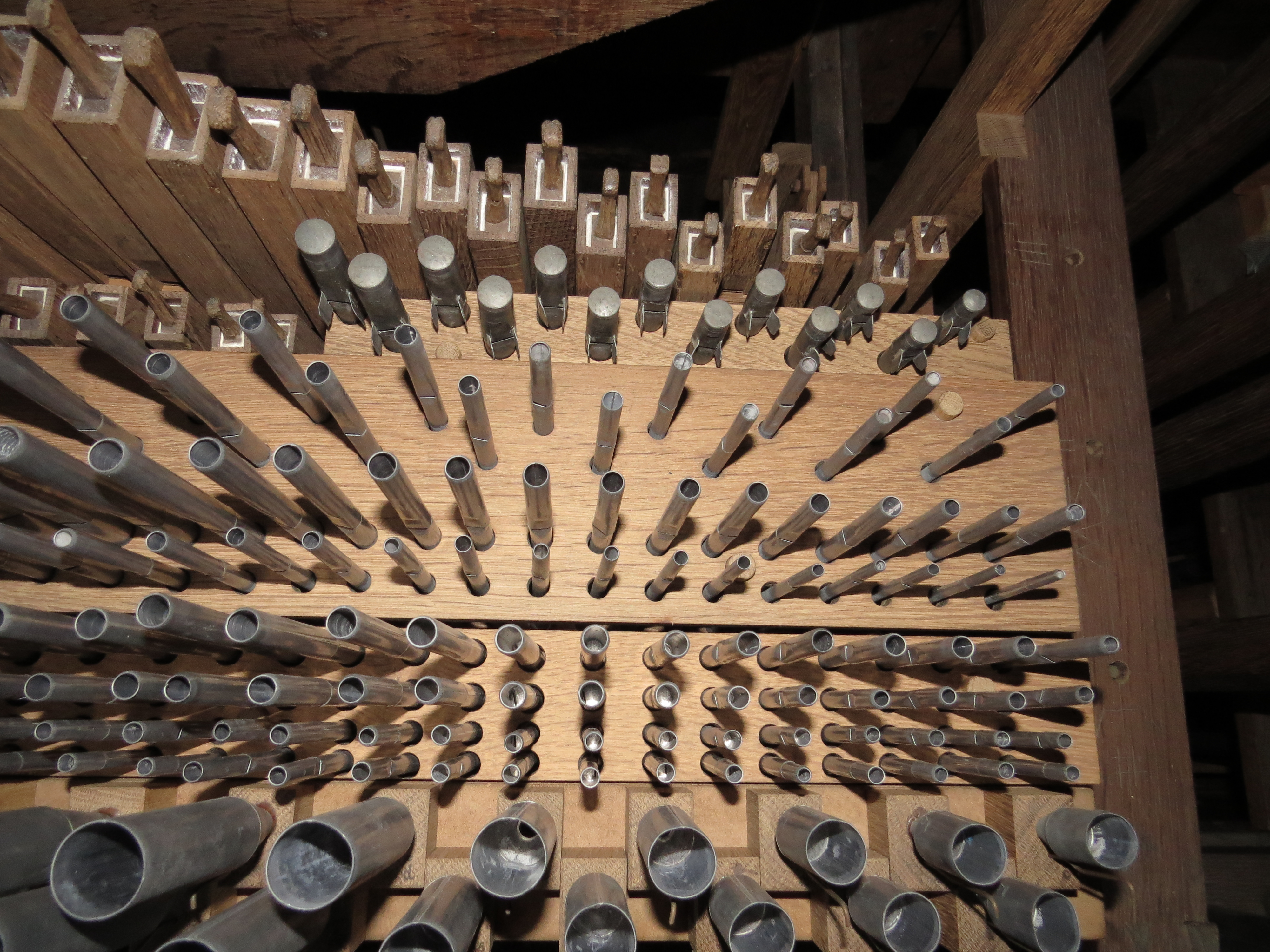
Pfeifen des Brustwerks, hinten das hölzerne Gedackt, vorne der Dulcian

1710/1711 wurde die heutige Orgel mit 24 Registern auf Hauptwerk, Brustwerk und Pedal gebaut. Das Gehäuse aus unbehandeltem Eichenholz, die Windladen, fast die Hälfte der Register und der überwiegende Teil der Traktur sind noch original erhalten. Damit ist die Orgel das einzige erhaltene Instrument, das Schnitger in Schleswig-Holstein und Lübeck erbaute.
Wegen der niedrigen Decke ist das Untergehäuse niedrig konzipiert und fehlt bekrönendes Schnitzwerk auf dem überhöhten Mittelturm. Der Prospekt des Hauptwerks ist klassisch fünfteilig mit polygonalem Mittelturm und zwei flankierenden Spitztürmen, die aber mit nur je fünf Pfeifen bestückt sind. Unter Schnitgers erhaltenen Werken ist die Pellwormer Orgel die einzige mit fünf Pfeifen in den Spitztürmen. Zwischen den Türmen sind zweigeschossige Flachfelder angebracht, die nur im oberen Teil klingende Pfeifen aufweisen. Die Flachfelder zwischen Pedalturm und Hauptwerk sind nicht klingend und haben dekorative Funktion, wie es auch bei anderen Spätwerken Schnitgers wie in Sneek (1711) und Itzehoe (1719) der Fall ist. Die Pfeifen in den beiden Flachfeldern zwischen den polygonalen Pedaltürmen und dem Brustwerk sind ebenfalls stumm, sodass von den insgesamt zehn Flachfeldern nur zwei klingend sind. Die Pedaltürme stehen nicht frei, sondern schließen auf der Höhe des Brustwerks das Untergehäuse seitlich ab. Sie werden außen von geschnitztem Akanthuswerk, den sogenannten „Orgelohren“, verziert, das sich auf vier Pfeifentürmen, als oberer und unterer Abschluss aller Pfeifenfelder, als Aufsatz in der Mitte der Emporenbrüstung und als Verzierung der aufklappbaren Brustwerktüren wiederfindet, was dem gesamten Prospekt große Geschlossenheit verleiht.
Eine Tafel neben der Orgel nennt die Namen von 52 Gemeindegliedern, die durch ihre Stiftung den Bau dieser Orgel ermöglichten, allen voran Pastor Petrus Harrsen: „GOTT zu Ehren und der Kirche Zum Zierath, ist die Orgel, in dieser Kirche von Untergesetzten als [Liste der Stifternamen] Geehret, Worden ANNO. 1711.“

### Spätere Arbeiten

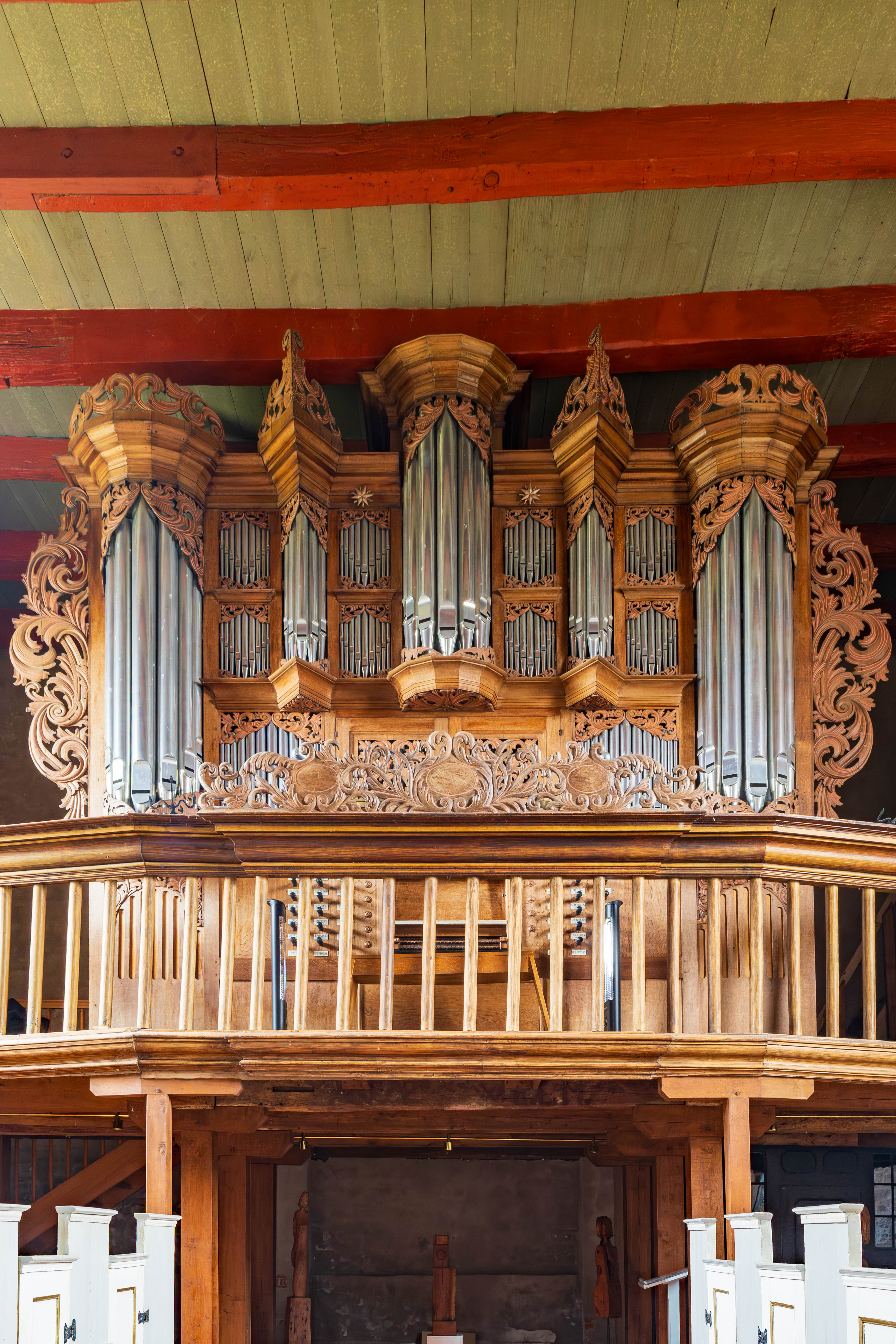
Orgel auf der Westempore

Größere Arbeiten führte 1754 Johann Daniel Busch durch, Reparaturen fanden 1781 durch Boye Lorentzen und 1865 durch Friedrich Christian Theodor Schulze (Rendsburg) statt, die aber alle nicht in die Disposition eingriffen.
1890 bis 1892 baute Emil Hansen (Flensburg) die Orgel tiefgreifend um. Er ersetzte die Hälfte der Register entsprechend dem romantischen Zeitgeschmack durch grundtönige Stimmen, einschließlich der Pfeifen im Prospekt. Hansen reduzierte die Anzahl der Register auf 17. Die ganze Orgel wurde fast einen Ganzton tiefer gestimmt, indem alle Pfeifen um zwei Halbtöne nach oben gerückt und geringfügig verkürzt wurden.

### Restaurierungen

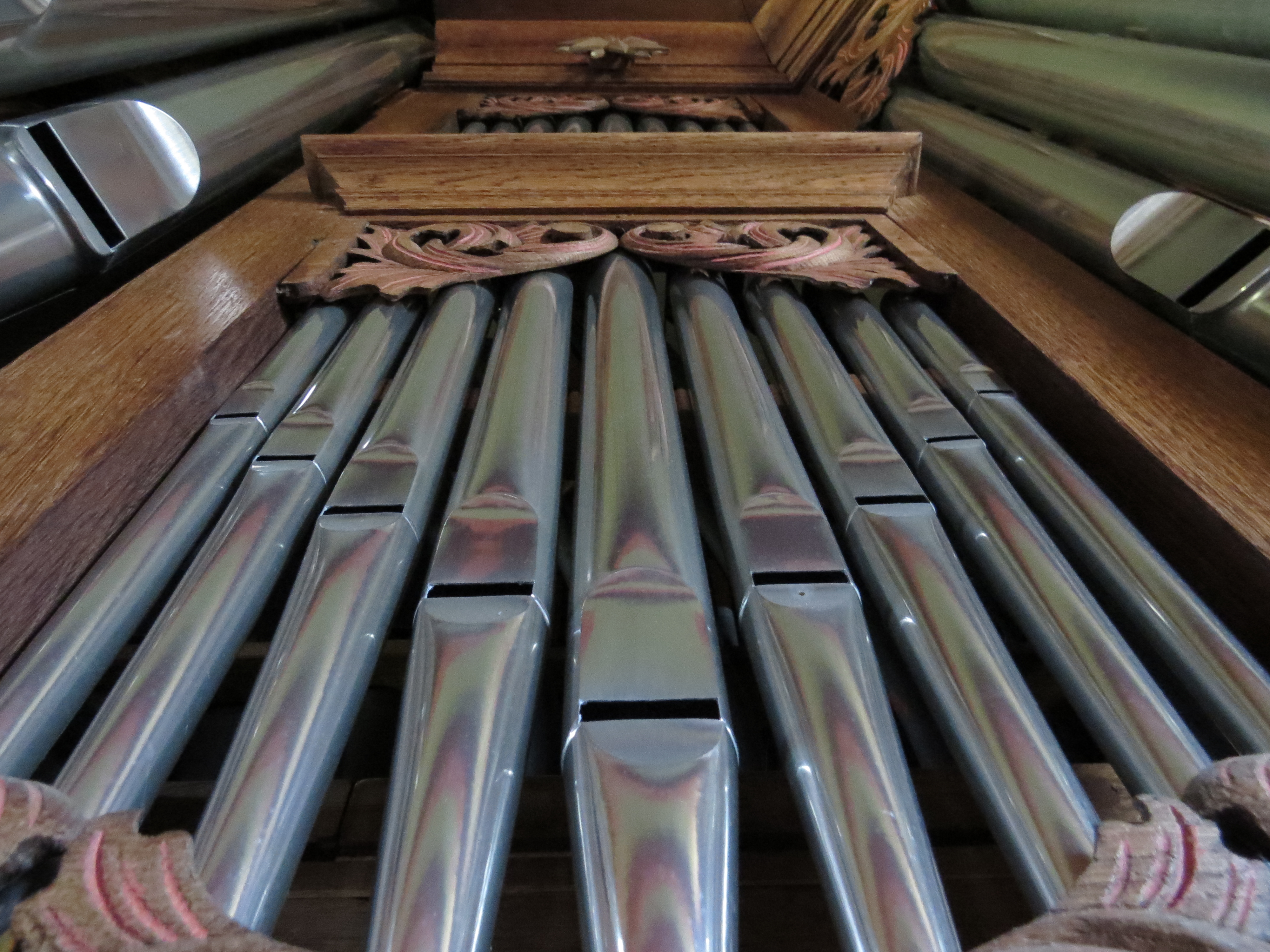
Flachfeld mit rekonstruiertem Principal

Im Jahr 1954 restaurierte Emil Brandt (Quickborn) die Orgel und stellte die ursprüngliche Disposition wieder her. Die Arbeit blieb aber unbefriedigend. Franz Grollmann übernahm ab 1958 die Wartungsarbeiten und führte 1967 Reparaturen durch, nachdem aufgrund eines Sturms das Kirchendach Schaden genommen hatte und Wasser in die Orgel gelangt war.
Nach einem Symposium, das vom 17. bis 19. Mai 1984 auf Pellworm stattfand und an dem unter anderem Harald Vogel teilnahm, erteilte der Kirchenvorstand der Orgelwerkstatt Hillebrand (Altwarmbüchen) den Auftrag zu einer umfassenden Restaurierung, die von 1987 bis 1989 erfolgte. Der Pellwormer Malermeister Günther Pauly befreite das Gehäuse von seinen Farbschichten. Hillebrand stellte die Manualklaviaturen wieder mit kurzer Oktave, die Pedalklaviatur mit gebrochener Oktave her. Für die verlorenen Teile der Traktur und den Spieltisch dienten die Schnitger-Orgel in Grasberg und dessen Orgel in Cappel als Vorbild, für die Pedalklaviatur die Orgel in Steinkirchen. Alle späteren Register von Hansen und Brandt wurden ersetzt, die verlorenen Schnitger-Register rekonstruiert und eine wohltemperierte Stimmung nach Johann Georg Neidhardt angelegt. Die Metallpfeifen aus Blei und Zinn weisen im Orgelinneren den üblichen Anteil von 23 % Zinn, im Prospekt 80 % Zinn auf. Nur die beiden Brustwerksregister Gedackt 8′ und Waldflöte 4′ (ohne obere Oktave) sind aus Eichenholz gefertigt, alle anderen Pfeifen aus besagter Metalllegierung. Spätere Veränderungen an den originalen Registern wurden wieder rückgängig gemacht. Aufwändig reparierte Hillebrand die Windladen, baute den verlorenen Keilbalg nach und setzte die alte Tretanlage wieder instand, sodass die Windversorgung wahlweise durch den elektrischen Motoren oder durch den Kalkanten erfolgen kann. Die Werkstatt fertigte neue Tastenbeläge mit Buchsbaum für die Untertasten und Ebenholz für die Obertasten an. Am 6. Mai 1990 wurde die Orgel wieder eingeweiht. Reinalt Johannes Klein überholte das Instrument im Jahr 2006.

## Disposition seit 1954 (= 1711)
| I Hauptwerk CDEFGA–c3 |     |    |
| Principal             | 8′0 | Hi |
| Gedackt               | 8′  | S  |
| Octave                | 4′  | S  |
| Spitzflöte            | 4′  | S  |
| Nasat                 | 3′  | Hi |
| Superoctave           | 2′  | S  |
| Gemshorn              | 2′  | S  |
| Rauschpfeiffe II0     |     | Hi |
| Mixtur IV–VI          |     | Hi |
| Trompete              | 8′  | Hi |

| II Brustwerk CDEFGA–c3 |     |    |
| Gedackt                | 8′0 | S  |
| Flöte                  | 4′  | S  |
| Octav                  | 2′  | Hi |
| Sesquialtera II0       |     | Hi |
| Scharf IV              |     | Hi |
| Dulcian                | 8′  | Hi |
| Tremulant              |     | Hi |

| Pedal CDE–d1 |      |      |
| Principal    | 08′  | S/Hi |
| Quintadena0  | 16′0 | S    |
| Octave       | 04′  | Hi   |
| Nachthorn    | 02′  | Hi   |
| Mixtur VI    |      | Hi   |
| Posaune      | 16′  | S/Hi |
| Trompete     | 08′  | Hi   |
| Cornet       | 02′  | Hi   |

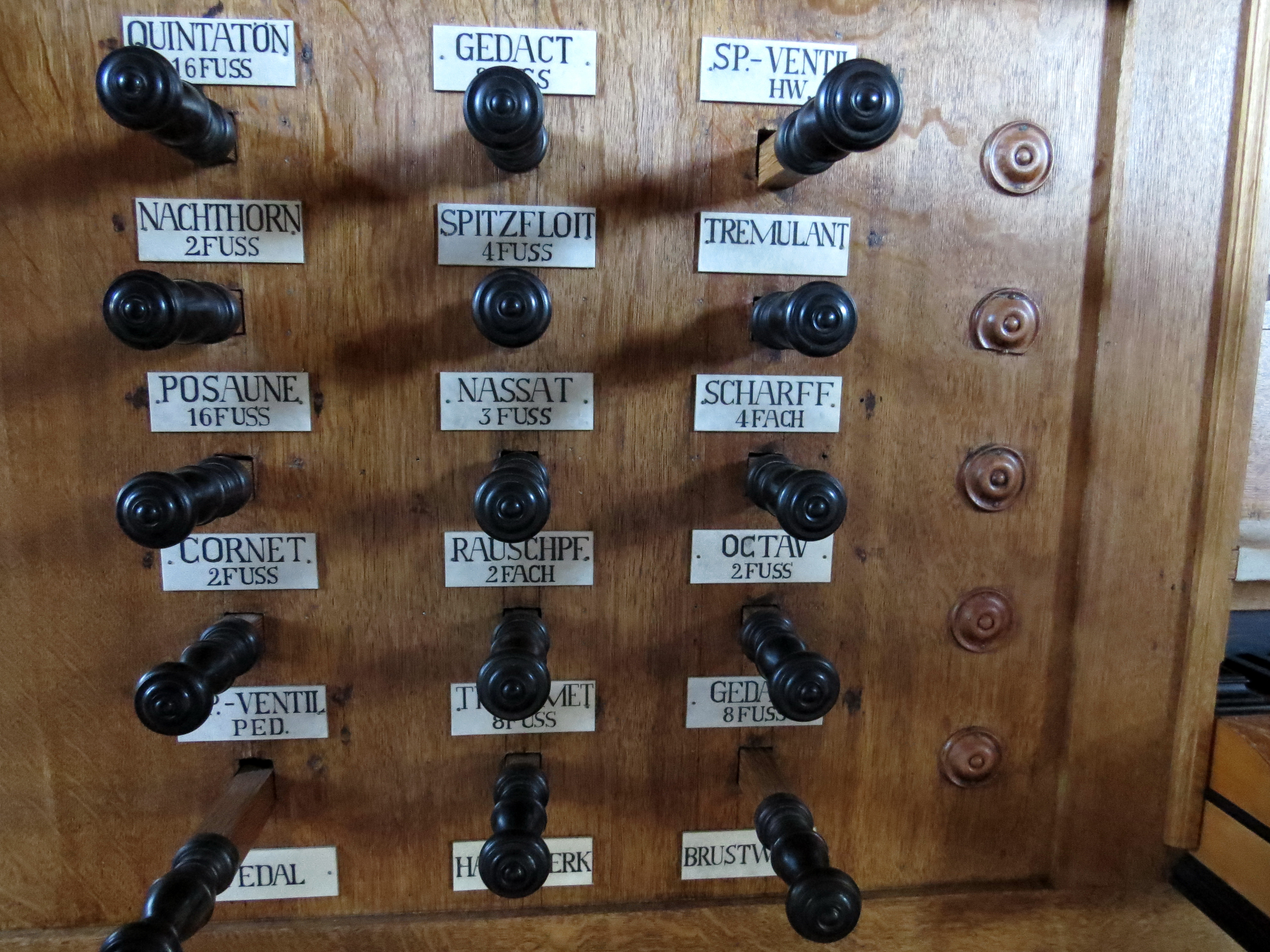
Registerzüge links

- Koppeln: II/I (Manual-Schiebekoppel)
- 2 Zimbelsterne
- 3 Ventilzüge für die drei Werke

Anmerkungen
1. ↑  C und D von Schnitger.
2. ↑  C–f im Prospekt von Hillebrand, fis–d′ auf Lade von Schnitger.
3. ↑  Becher, Kehlen und Zungen von Schnitger, Köpfe und Stiefel von Hillebrand.

S = Schnitger (1711)
Hi = Hillebrand (1987–1989)

## Technische Daten
- 24 Register, 32 Pfeifenreihen.
- Windversorgung:

  - Blasbälge: 4 Keilbälge aus Eiche (3 von Schnitger), von denen einer als Magazinbalg an das elektrische Gebläse angeschlossen ist.
  - Winddruck: 70 mmWS
- Windladen (Schnitger)
- Traktur:
  - Klaviaturen (Schnitger/Hillebrand)
  - Tontraktur: Mechanisch
  - Registertraktur: Mechanisch
- Stimmung:
  - Wohltemperierte Stimmung nach Werckmeister
  - Tonhöhe: ca. ein Halbton über a1 = 440 Hz